# Cabo de St. Abb
El cabo de St Abb, también punta (del inglés: 'St. Abb's Head') es un promontorio rocoso en la costa oriental de Escocia, Reino Unido, al sur del estuario de Forth, en la proximidad de la localidad de St. Abbs, Berwickshire, Scottish Borders. (Nótese la ausencia de apóstrofo en el nombre del pueblo.)

## Reserva Natural Nacional

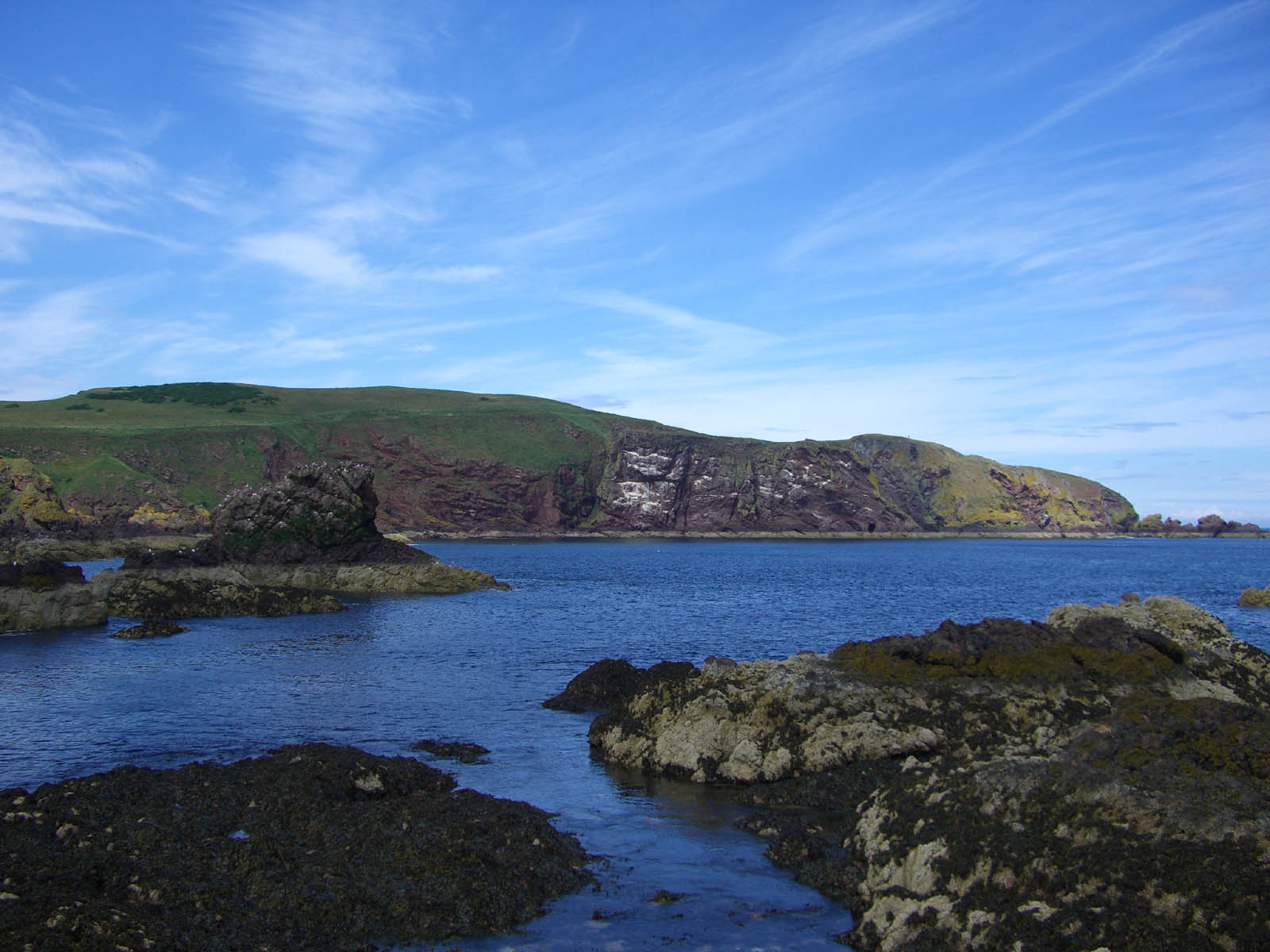
Cabo de St. Abb visto desde el sur, cerca del pueblo de St. Abbs

La tierra alrededor del cabo de St Abb es una reserva natural nacional (NNR); la gestiona el National Trust for Scotland (NTS) en colaboración con Scottish Natural Heritage. La primera parte fue adquirida en 1980, con la franja costera de Lumsdaine donada por la Pearl Assurance Company Ltd. en 1984. Blackpotts grazings fue adquirida en 1994. 
El cabo fue designado una NNR debido a la presencia de una colonia de aves marinas de 60.000 ejemplares que anida en los acantilados y los barrancos. Gaviotas tridáctilas y araos están entre las especies más numerosas de las aves que nidifican allí, seguidos por alcas, cormoranes, gaviotas argénteas, fulmares y frailecillos. Para conservar este hábitat marino, la NTS junto con el Scottish Wildlife Trust, la comunidad de pescadores local y los clubes de buceo, han establecidoi una reserva marina voluntaria que abarca hacia el sur hasta la ciudad de Eyemouth. Aunque es conocida sobre todo por sus aves marinas, la reserva también tiene unos pastos ricos en flores y un loch de agua dulce.
La NTS tiene un centro de visitantes para el cabo de St Abb, con una exposición con información sobre el cabo, una cafetería, galería de arte y tienda de ropa. Hay mapas que describen el sendero hasta el cabo y caminadas guiadas por guardabosques que empiezan en el centro.

## Faro

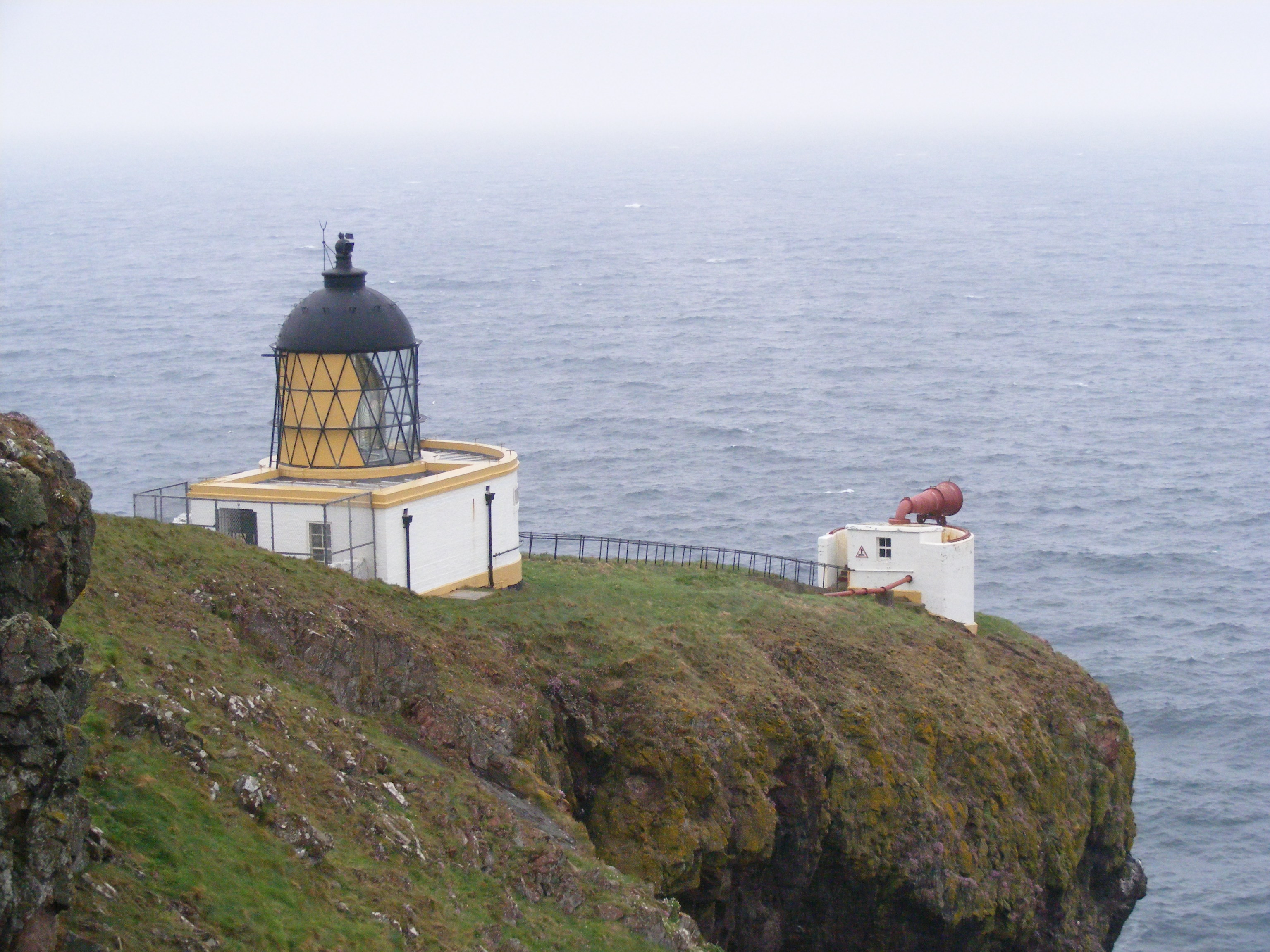
Sirena y faro del cabo de St Abb.

Se estableció un faro en 1820, por orden de las autoridades escocesas tras el hundimiento del Martello en Carr Rock en 1857. El faro fue diseñado y construido por los hermanos David y Thomas Stevenson y sirve de ayuda a la navegación entre los de Isle of May y Bell Rock. El servicio se inició el 24 de febrero de 1862 con lámparas de aceite, que se convirtieron en incandescentes en 1906; fue electrificado en 1966 y, por último, automatizado en 1993.
En 1876 se colocó una señal acústica para los días de niebla, siendo la primera que hubo en Escocia. La bocina funcionaba con motores de aire caliente que fueron sustituidos por otros de petróleo en 1911 y por motores diésel en 1955. Desde 1987 la bocina está en desuso.